# Aw (miesiąc)

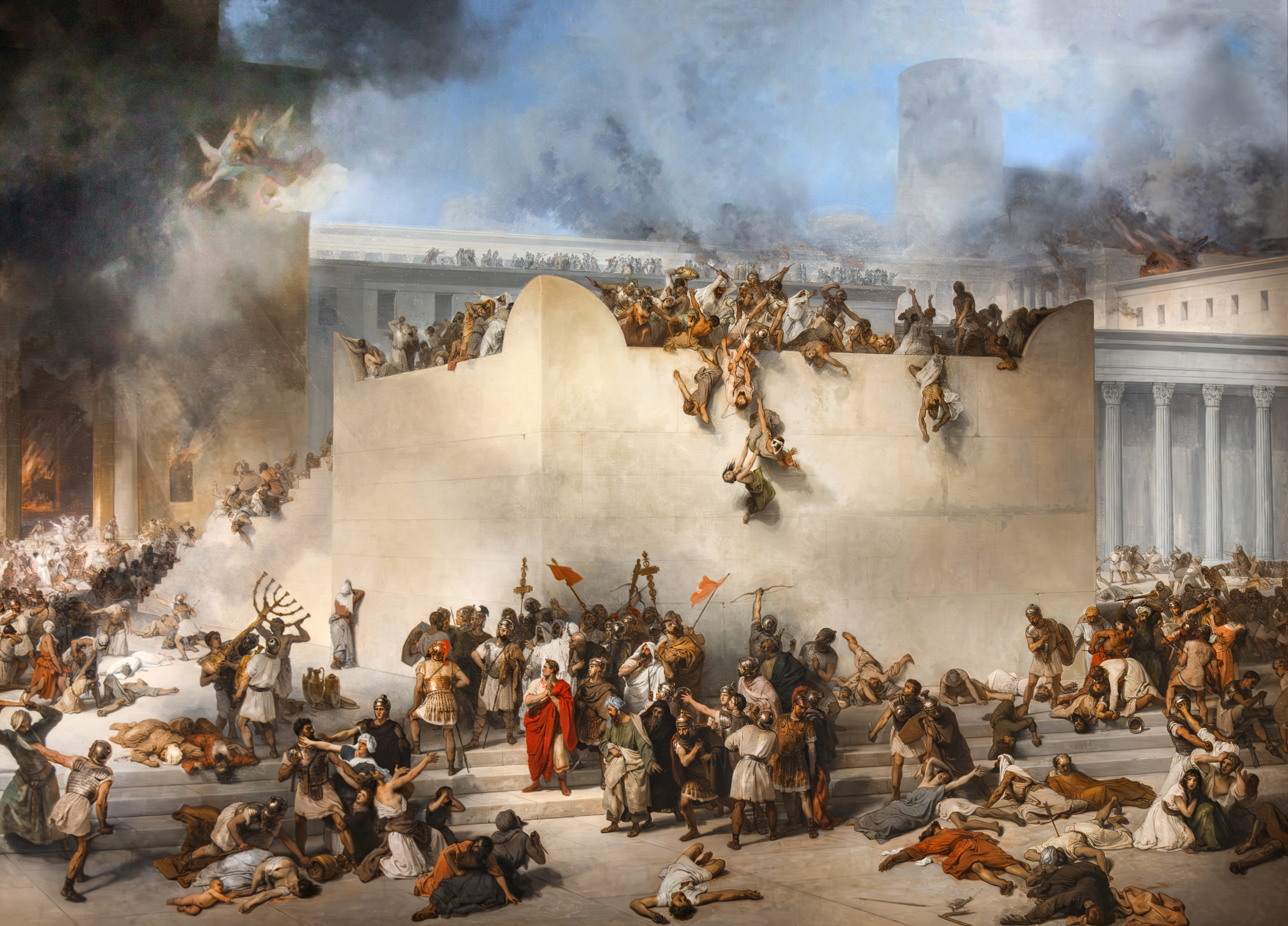
Francesco Hayez, Druga świątynia w płomieniach, 1867.

Aw (hebr. אָב) − nazwa jednego z miesięcy w kalendarzu chaldejskim, przyjęta przez Żydów w okresie niewoli babilońskiej. W kalendarzu żydowskim aw jest jedenastym miesiącem roku cywilnego, a piątym roku religijnego; zazwyczaj przypada na przełom lipca i sierpnia. 
Dzień 9 ab jest dla Żydów pamiątką dwukrotnego zburzenia świątyni (586 p.n.e. i 70 n.e.), jak też klęski wodza Bar Kochby w 130. Natomiast 15 dzień miesiąca (chamisza-aszar b'Ab) jest dniem radości jako rocznica różnych pomyślnych wydarzeń w przeszłości.